# Полтавська чоловіча фельдшерська школа
Полта́вська чолові́ча фе́льдшерська шко́ла  — колишній навчальний заклад у Полтаві.

## Історія
Полтавська чоловіча фельдшерська школа була заснована в 1872 р. при Полтавській губернській земській лікарні на кошти губернського земства, 4-річна. Готувала фельдшерів для Полтавської губернії.
Керувала школою земська управа. Директором був старший лікар губернської земської лікарні.
Містилася в одноповерховому будинку (рекреаційний зал, 4 класи, учительська, бібліотека, зубний кабінет, 2 ватерклозети). До школи приймали дітей від 14 років Полтавської губернії з освітою не нижче двох класів міністерського училища.
За перші 25 років існування школа підготувала 566 фельдшерів.
Містилася в будинку земської лікарні (тепер територія Полтавської обласної лікарні ім. М. В. Скліфосовського; вул. Шевченка № 23).

## Навчалися
- Бережний Семен Іванович